# 跨聯盟比賽
在美國職棒（MLB），跨聯盟比賽（英語：Interleague play）是分別由美國聯盟（AL）及國家聯盟（NL）球隊之間在例行賽的對壘，自1997年球季開始導入。在之前，兩聯盟的對決只會在熱身賽、明星賽等非正式比賽或世界大賽才會發生。
MLB的跨聯盟比賽在1990年代以前已有討論，但直到1994年大罷工事件才被開始受到關注以致認真討論，終於在1997年球季開始落實。由於之前美聯使用指定打擊（DH）制度而國聯沒有，因此如同世界大賽的安排，美聯主場採用DH而國聯主場採用投手打擊。2022年起，全聯盟皆採用DH制，投手不再需要打擊
2023年球季開始，大聯盟為了刺激市場與增加各隊之間的競爭性，因而再次增加跨聯盟賽程的場次數量，並取消原本週一與週四不排跨聯盟比賽的細則，從此年起，各隊每年均會與不同聯盟的球隊進行46場賽事（先前為20場），在這其中會與大聯盟的所有不同聯盟的球隊至少交手一次，當中又均會固定與同區但不同聯盟的某一相同球隊進行二場客場、二場主場，共四場賽事，跟不同聯盟的其餘十四隊則在同一年當中僅會於其中一方的主場進行一組三場賽事的系列賽，在跟不同聯盟的其餘十四隊的組合當中，每一球隊均會與同分區不同聯盟的四支球隊的其中二支球隊進行三場客場賽事，而與同分區不同聯盟的另外二支球隊進行三場主場賽事，隔年輪換（主場則是一年美聯，一年國聯），另外與不同分區且不同聯盟的十支球隊的其中五支球隊進行三場客場賽事，而與另外五支球隊進行三場主場賽事，在跟這十支球隊的組合當中，一定是跟其中一個分區的三支球隊打三場主場的一組系列賽，而跟前述同一分區的另外二支球隊打三場客場的一組系列賽，又跟另一個不同聯盟的不同分區的三支球隊打三場客場的一組系列賽，而跟前述同一分區的另外二支球隊打三場主場的一組系列賽（範例：美聯中區的球隊除了會跟符合以下組合的某一國聯中區的球隊在同一年內進行二場客場、二場主場的二組共四場的系列賽之外，同時還會跟國聯中區的另外四支球隊當中的二支球隊進行三場客場系列賽，也會在同一季中跟國聯中區的剩下二支球隊進行三場主場系列賽，外加會在同一季中跟國聯西區的其中二（或三）支球隊進行三場主場的系列賽，在同一季中跟國聯東區的其中三（或二）支球隊進行三場客場系列賽），前述對戰組合同樣會在隔年輪換（主場同樣是一年美聯，一年國聯），這些彼此會在同一年內進行四場對戰賽事的組合如下：
東區：
- 紐約洋基對紐約大都會的地鐵大戰（Subway Series）。
- 波士頓紅襪對亞特蘭大勇士。
- 巴爾的摩金鶯對華盛頓國民的首都外環高速公路大戰（Beltway Series）。
- 坦帕灣光芒對邁阿密馬林魚的柑橘大戰（Citrus Series）。
- 多倫多藍鳥對費城費城人。

中區：
- 底特律老虎對匹茲堡海盜的元老大戰。
- 克里夫蘭守護者對辛辛那提紅人的俄亥俄盃（Ohio Cup）
- 明尼蘇達雙城對密爾瓦基釀酒人的94號州際公路大戰（I-94 Series）。
- 芝加哥白襪對芝加哥小熊的風城大戰（Windy City Showdown）。
- 堪薩斯市皇家對聖路易紅雀的70號州際公路大戰（I-70 Series）。

西區：
- 西雅圖水手與聖地牙哥教士。
- 奧克蘭運動家對舊金山巨人的灣區大橋大戰（Bay Bridge Series）。
- 洛杉磯天使對洛杉磯道奇的高速公路大戰（Freeway Series）。
- 德州遊騎兵對亞利桑那響尾蛇。
- 休士頓太空人對科羅拉多洛磯。

自跨聯盟比賽開辦以來，美聯取得絕對性優勢，截至2021年，共取得18勝1和6負之佳績，更在2004年至2017年間取得14連勝。同樣地，美聯在明星賽亦是勝多負少，如同日本職棒的交流戰，有DH的球隊亦是對無DH球隊取得絕對優勢。

## 戰績
| 球季   | 優勝聯盟 | 總對賽數 | 美國聯盟 | 國家聯盟 | 勝率 | 備註        |
| ------ | -------- | -------- | -------- | -------- | ---- | ----------- |
| 1997   | 國聯     | 214      | 97       | 117      | .547 |             |
| 1998   | 美聯     | 224      | 114      | 110      | .509 |             |
| 1999   | 國聯     | 251      | 116      | 135      | .538 | [ notes 1 ] |
| 2000   | 美聯     | 251      | 136      | 115      | .542 | [ notes 2 ] |
| 2001   | 美聯     | 252      | 132      | 120      | .524 |             |
| 2002   | 國聯     | 252      | 123      | 129      | .512 |             |
| 2003   | 國聯     | 252      | 115      | 137      | .544 |             |
| 2004   | 美聯     | 252      | 127      | 125      | .504 |             |
| 2005   | 美聯     | 252      | 136      | 116      | .540 |             |
| 2006   | 美聯     | 252      | 154      | 98       | .611 |             |
| 2007   | 美聯     | 252      | 137      | 115      | .544 |             |
| 2008   | 美聯     | 252      | 149      | 103      | .591 |             |
| 2009   | 美聯     | 252      | 138      | 114      | .548 |             |
| 2010   | 美聯     | 252      | 134      | 118      | .532 | [ notes 3 ] |
| 2011   | 美聯     | 252      | 131      | 121      | .520 | [ notes 4 ] |
| 2012   | 美聯     | 252      | 142      | 110      | .563 |             |
| 2013   | 美聯     | 300      | 154      | 146      | .513 |             |
| 2014   | 美聯     | 300      | 163      | 137      | .543 |             |
| 2015   | 美聯     | 300      | 167      | 133      | .557 |             |
| 2016   | 美聯     | 300      | 165      | 135      | .550 |             |
| 2017   | 美聯     | 300      | 160      | 140      | .533 |             |
| 2018   | 國聯     | 300      | 142      | 158      | .527 |             |
| 2019   | 國聯     | 300      | 134      | 166      | .553 |             |
| 2020   | 平手     | 298      | 149      | 149      | .500 | [ notes 5 ] |
| 2021   | 美聯     | 300      | 167      | 133      | .557 |             |
| 2022   | 美聯     | 300      | 152      | 148      | .507 |             |
| 2023   | 國聯     | 690      | 328      | 362      | .525 |             |
| 2024   | 國聯     | 690      | 321      | 369      | .535 |             |
| 總成績 | 美聯     | 8,342    | 4,283    | 4,059    | .513 |             |

## 註解
1. ↑  釀酒人與雙城的1場比賽取消。
2. ↑  馬林魚與洋基的1場比賽取消。
3. ↑  費城人與藍鳥的系列戰移師費城舉行，啟用DH制度。
4. ↑  馬林魚與水手的比賽移師西雅圖舉行，不啟用DH制度。
5. ↑  原為300場，老虎和紅雀的兩場比賽取消。